# All Saints (hudební skupina)
All Saints jsou anglicko-kanadská dívčí skupina založená v Londýně v roce 1993. Byly založeni jako All Saints 1.9.7.5 členkami Melanie Blatt, Shaznay Lewis a Simone Rainford. Skupina se snažila najít komerční úspěch poté, co byla podepsána na ZTT Records a byla upuštěna krátce poté, co Rainford opustila skupinu. V roce 1996 se ke skupině přidaly sestry Nicole a Natalie Appleton a podepsaly London Records. Jejich součást debutového alba All Saints (1997), která byla součástí britské dívčí skupinové vlny devadesátých let, dosáhla vrcholu na britském Album Chart a stala se třetím nejprodávanějším dívčím skupinovým albem všech dob. Album obsahovalo tři singly číslo jedna: „Never Ever“, „Under The Bridge“, „Lady Marmalade“ a „Bootie Call“. V roce 2001 se skupina po častých neshodách rozpadla. Skupina se po podpisu v Parlophone Records zformovala a vydala své třetí album Studio 1 (2006).